# Silz (Mecklembourg)
Silz est une commune rurale allemande de l'arrondissement du Plateau des lacs mecklembourgeois du Mecklembourg-Poméranie-Occidentale au nord-est du pays. Sa population comptait 344 habitants au 31 décembre 2010. Le village de Nossentin est rattaché à la commune.

## Géographie
Le village se trouve au nord de Malchow, siège du canton auquel il appartient, et au milieu de la région touristique du Plateau des lacs mecklembourgeois. La partie nord de la commune est englobée dans le parc naturel des landes de Nossentin et de Schwinz.

## Histoire
Silz a été mentionné comme village pour la première fois au XIVe siècle.

## Tourisme et architecture
- Manoir de Nossentin
- Église de Nossentin (1838), de style néoclassique, restaurée en 2001 après avoir été abandonnée à l'époque de la RDA et rendue au culte luthérien-évangélique en 2003
- Monument en l'honneur de Blücher rappelant la bataille du 1er novembre 1806

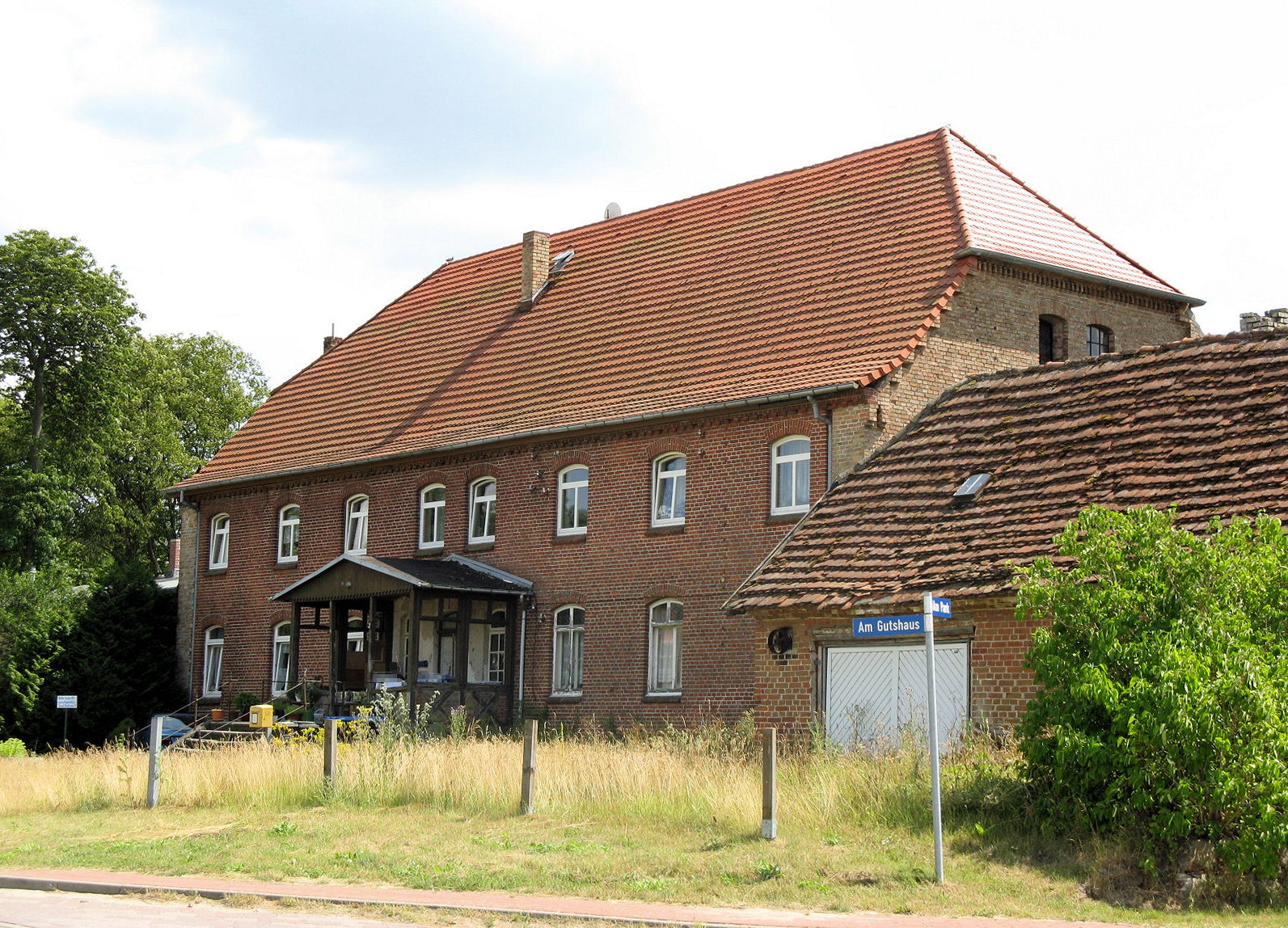
Vue de l'ancien manoir de Nossentin
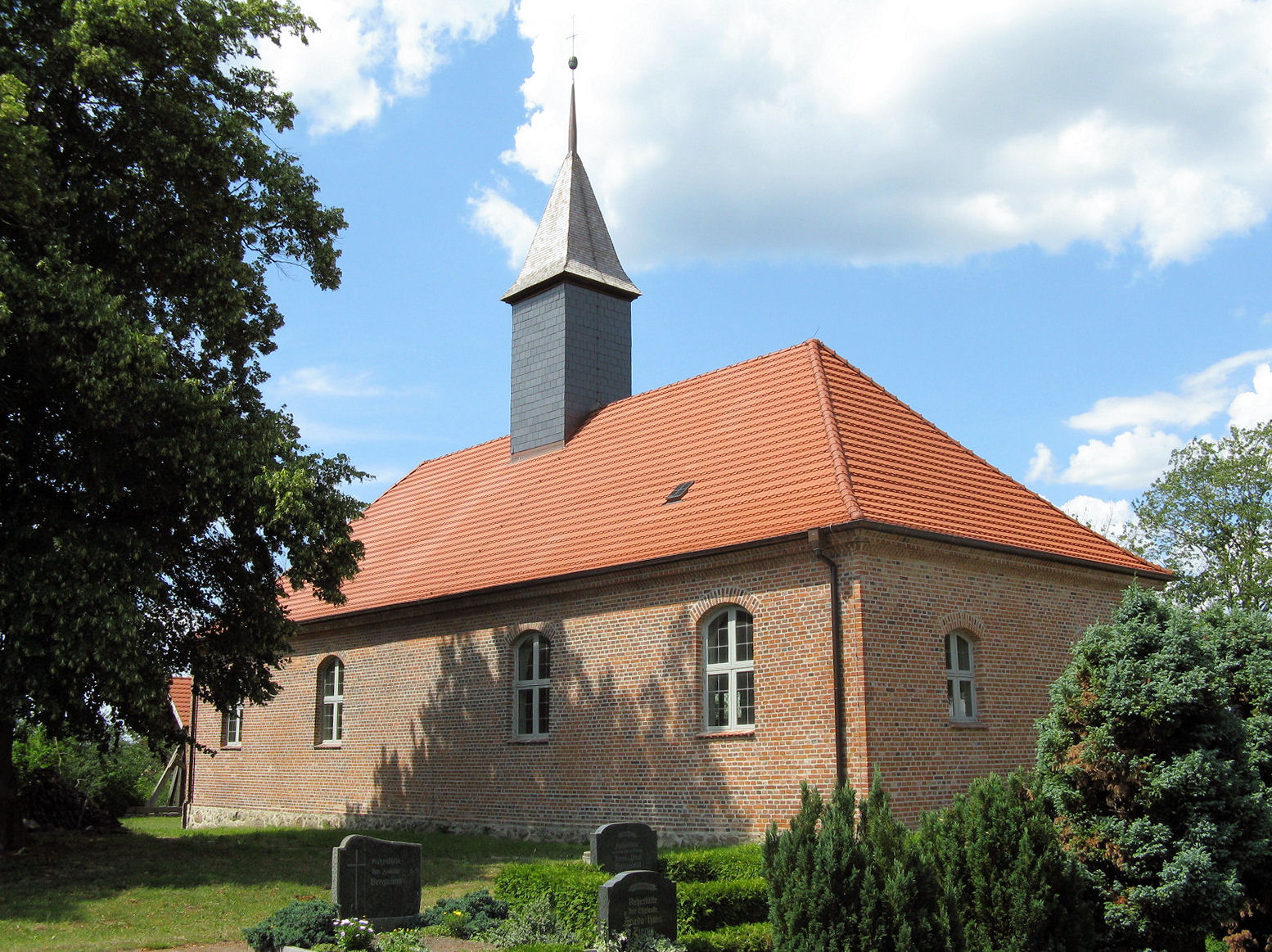
Vue de l'église de Nossentin
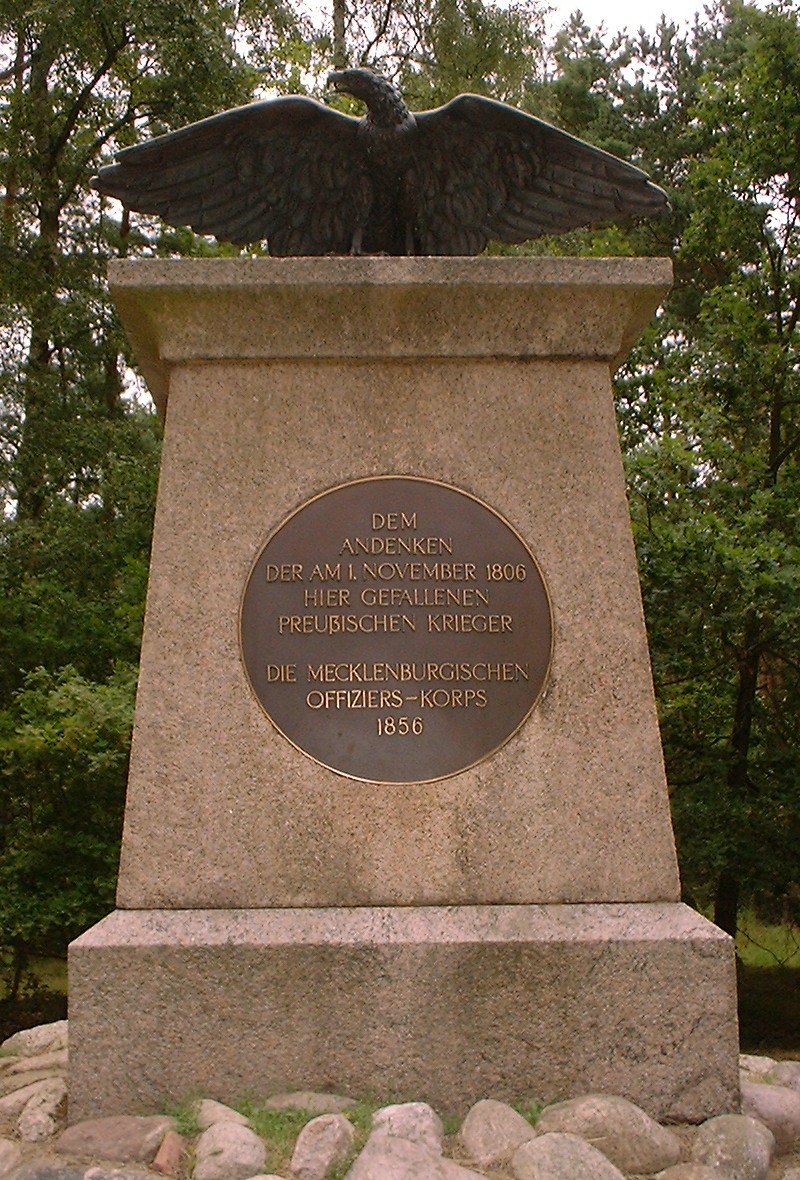
Monument en mémoire de l'armée de Blücher
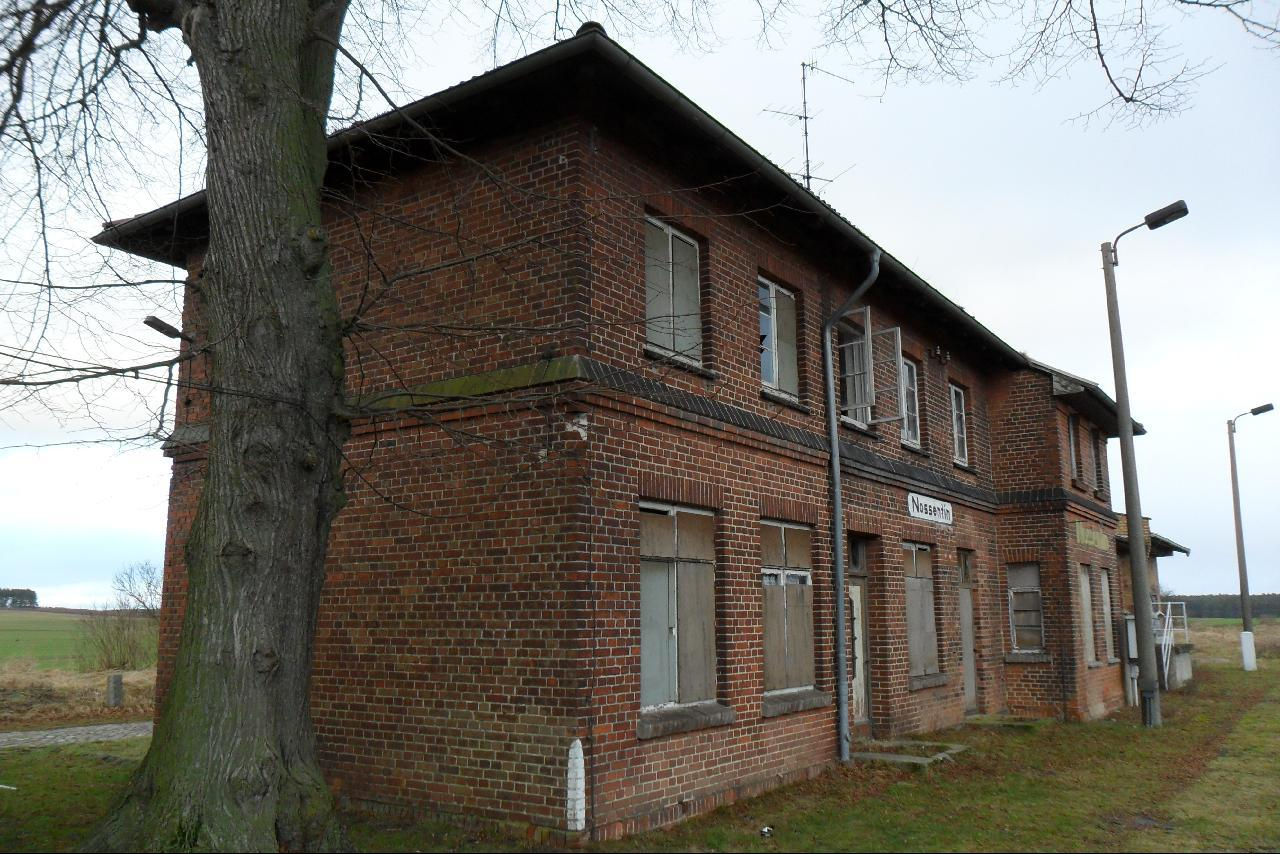
Vue de l'ancienne gare de Nossentin